# Sabine von Diest-Brackenhausen

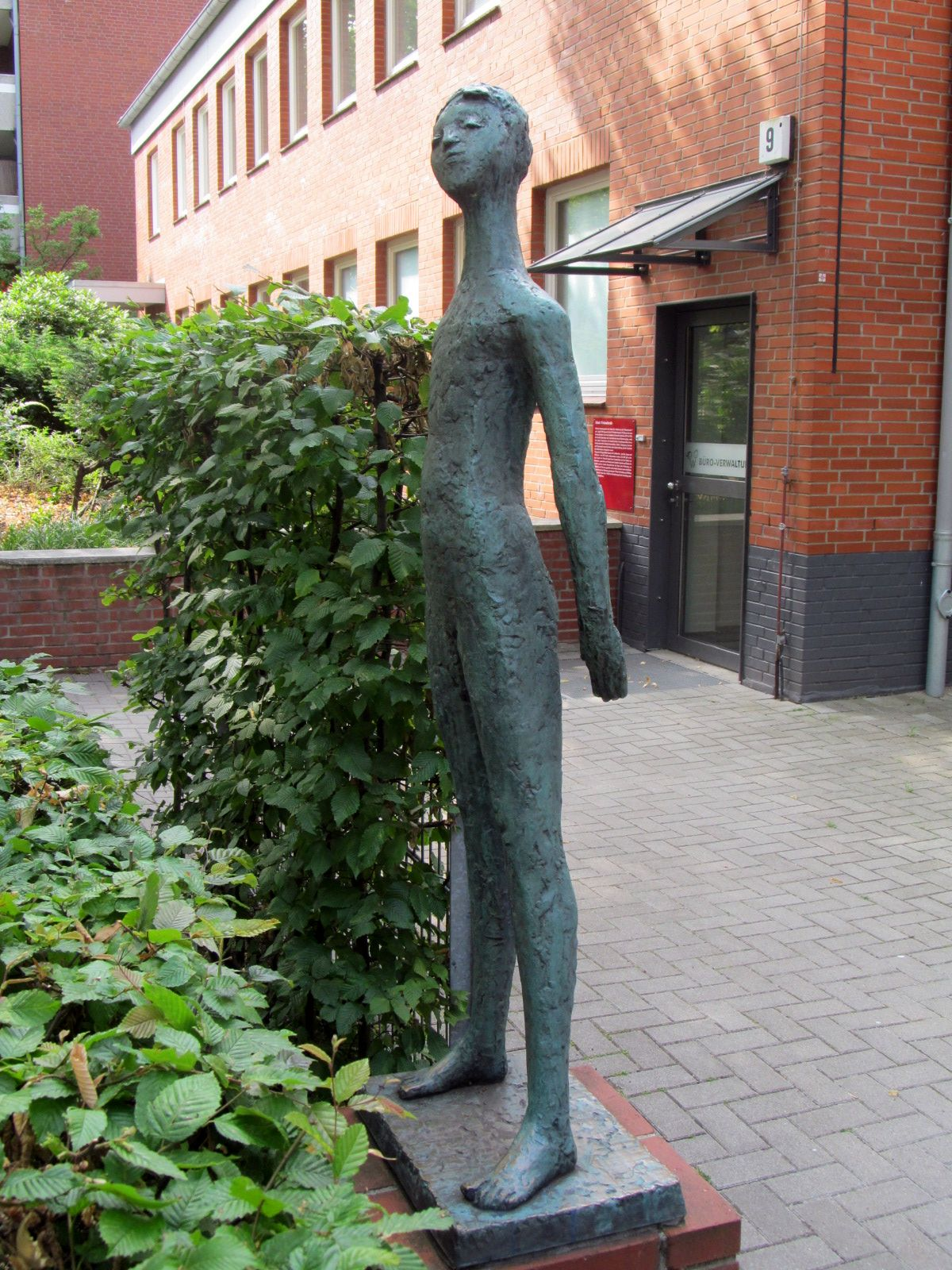
Stehendes Mädchen, 1957, Hamburg-Eilbek

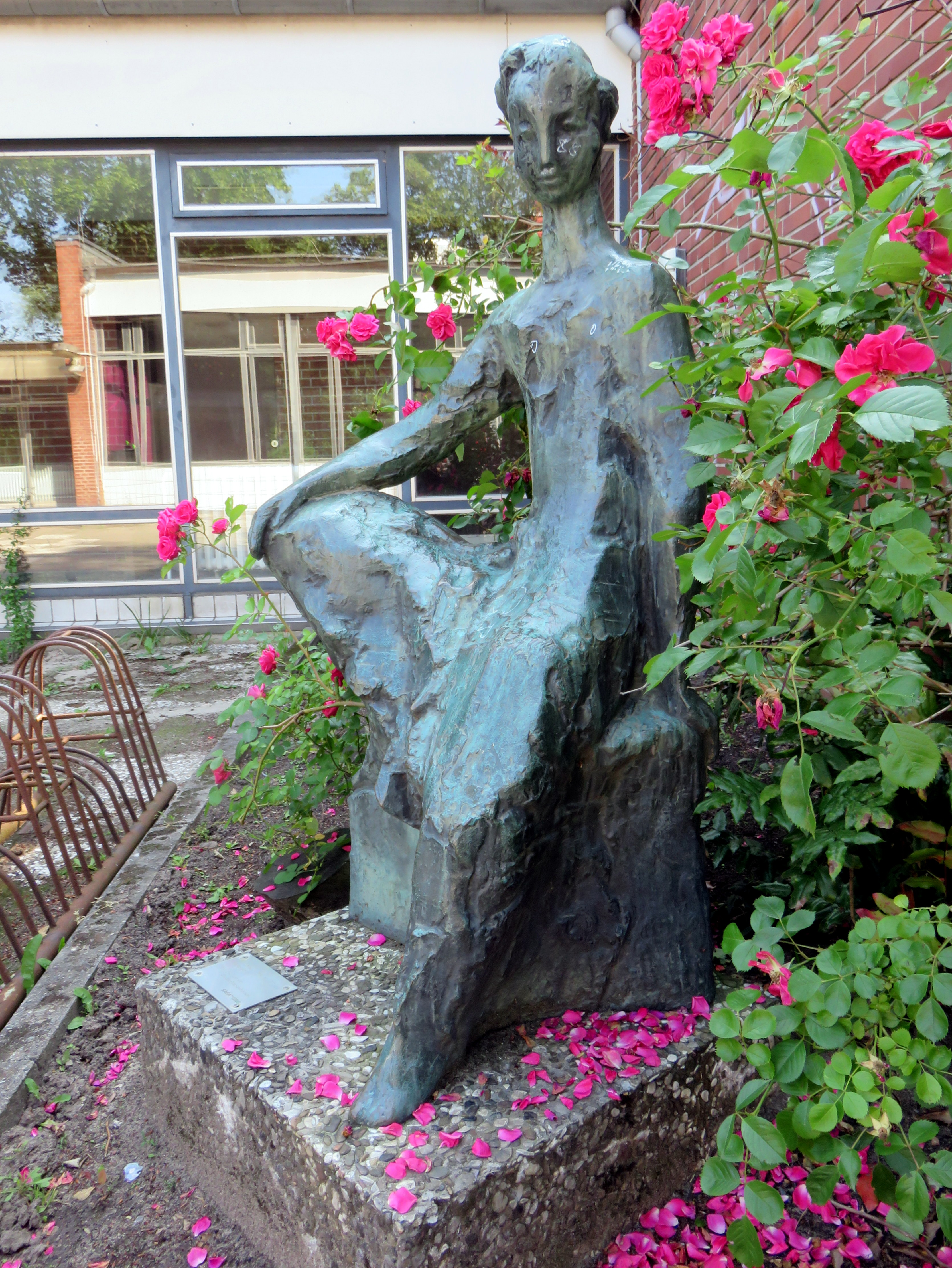
Sitzende, 1968, Hamburg-Volksdorf

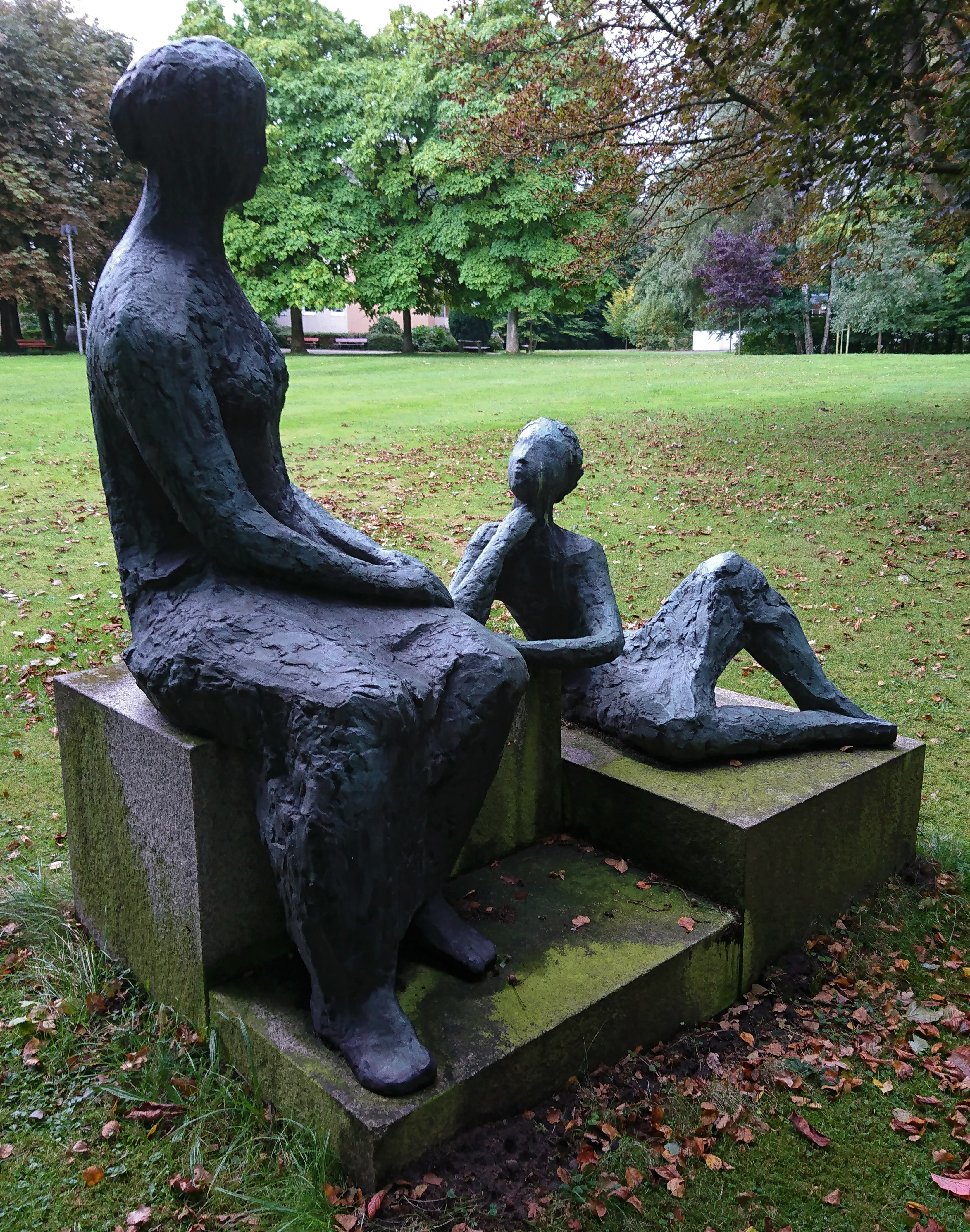
Zwiegespräch, 1975, Hamburg-Langenhorn

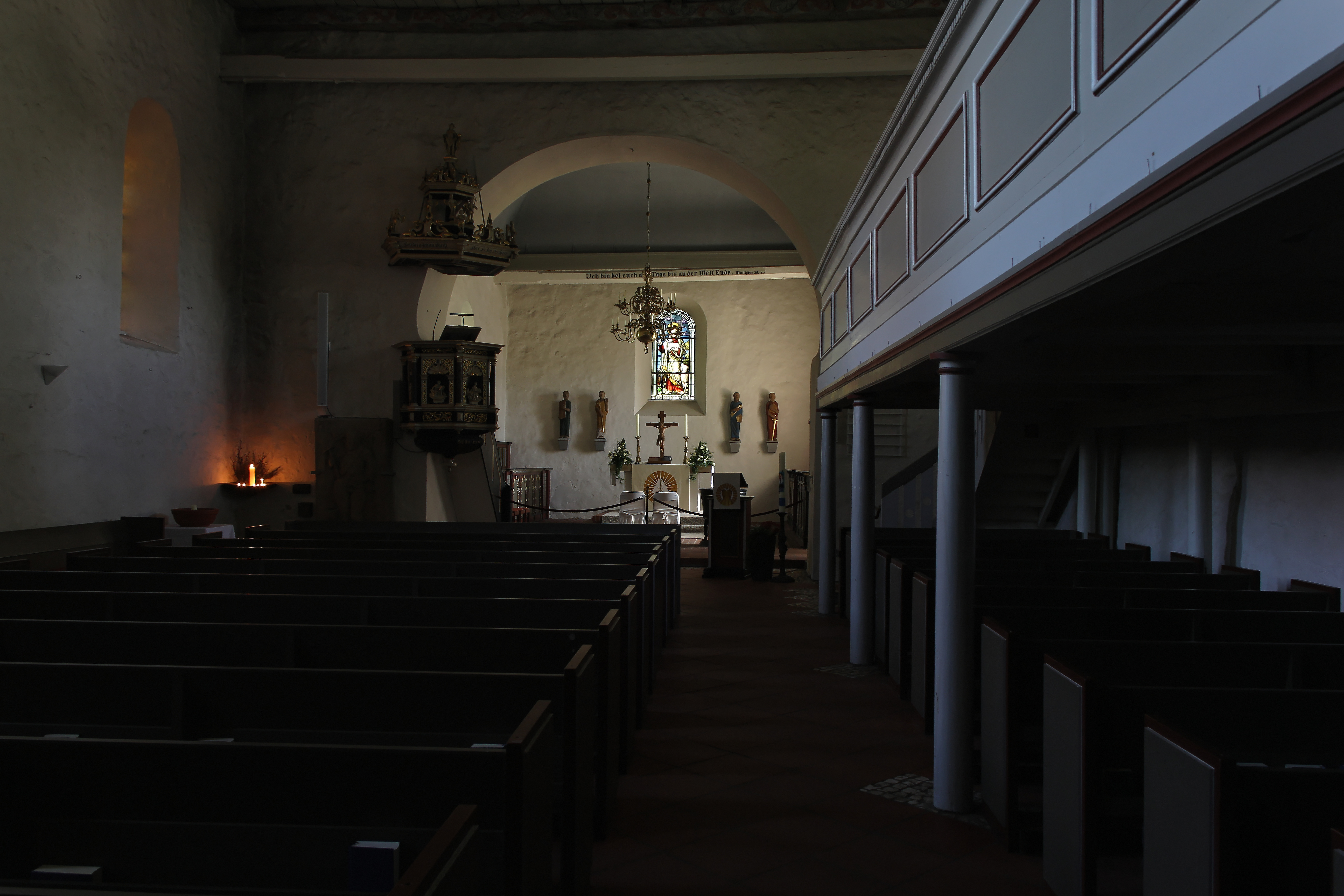
Dornbusch in einer Sandschale, 2000. Beleuchtet von Kerzen in der linken Ecke der Kirche St. Mauritius, Hittfeld

Anita Sabine von Diest-Brackenhausen, auch von Brackenhausen oder von Diest (* 20. September 1931 in Bandoeng, Java) ist eine deutsche Bildhauerin und Malerin.

## Leben
Anita Sabine von Brackenhausen wurde am 20. September 1931 als Tochter des Diplom-Ingenieurs Hans Georg von Brackenhausen (* 10. Februar 1897; † 31. Januar 1942) und dessen Ehefrau Eva (* 10. September 1903), geborene von Behr, in Bandoeng (heute Bandung) auf der Insel Java in Indonesien geboren, wuchs aber im deutschen Potsdam auf. Von spätesten 1930, also schon vor der Geburt, bis mindestens 1932 wohnte die Familie in der Wörther Straße 9a in Potsdam, von spätestens 1934 bis mindestens 1939 in der Potsdamer Schwanenallee 8 mit Blick auf die Havel. Während des Zweiten Weltkriegs wurde am 31. Januar 1942 ihr Vater getötet. Als 1945 die Rote Armee sich Brandenburg und das anliegende Berlin näherten, floh die Familie nach Hamburg und siedelte sich dort an.
Ab 1949 studierte von Brackenhausen an der Polytechnic School of Art in der Regent Street in London bei Geoffrey Hamton Deeley (1912–2007) und Charlotte Ellen Osborne (1902–1994, Frau von James Thomas Armour Osborne (1907–1979)). 1951 erhielt sie ein Stipendium der British Institution Scholarship for Sculpture der Royal Academy of Arts. 1953 wurde sie mit dem National Diploma in Design ausgezeichnet. Ab 1955 lernte sie Steinbildhauerei in Kent. Es folgte von 1956 bis 1957 oder 1958 ein Studium an der Hochschule für bildende Künste Hamburg bei Hans Martin Ruwoldt.
Ab 1959 hatte sie ein eigenes Atelier in Hamburg. Am 21. August 1959 heiratete sie den Diplom-Kaufmann Walther von Diest und nannte sich bald darauf Sabine von Diest-Brackenhausen. Im Hamburger Adressbuch ist sie erst 1966 unter dem Namen eingetragen mit der Adresse Bellmannstraße 13 in Hamburg-Groß Flottbek. Unter der Adresse war auch ihr Mann ab 1962 verzeichnet. Seit 1967 hat sie ein eigenes Atelier in Helmstorf, das seit 1972 Teil der Gemeinde Seevetal ist. Seit spätestens 1982 bis mindestens 2012 befand sich ihr Atelier in der Straße Vor den Hockenkuhlen 27 in Helmstorf.
Sabine von Diest-Brackenhausen ist eine der zehn Gründungsmitglieder der 1974 gegründeten Künstlergruppe Seevetaler Künstler 74, in der auch der Maler und Bildhauer Martin Irwahn Mitglied war. Sie ist zudem Mitglied des Berufsverbands bildender Künstler und der GEDOK. 1985 erhielt sie den Kunstpreis der Stiftung Kinder in Hamburg.

## Familie
Sabine von Diest-Brackenhausen hat mit ihrem Ehemann Walther von Diest zwei Kinder. Sie selbst hat fünf Geschwister. Ihr Vater Hans Georg von Brackenhausen war der Sohn von Maximilian von Brackenhausen (1867–1917), der mit Annemarie Gariele von Benda (1871–1924) verheiratet war. Diese war eine Tochter des Gutsbesitzers und Abgeordneten Robert von Benda, dessen Vater der Kammerdirektor Wilhelm von Benda war. Der war wiederum ein Sohn des Musikers Carl Benda, dessen Vater der Violinist, Komponist und Kapellmeister Franz Benda war. Dieser war wiederum ein Sohn des Leinewebers und Musikers Hans Georg Benda, der der Stammvater der Musikerfamilie Benda war.

## Auszeichnungen
- 1951: Stipendium der British Institution Scholarship for Sculpture der Royal Academy of Arts
- 1953: National Diploma in Design
- 1985: Kunstpreis der Stiftung Kinder in Hamburg

## Ausstellungen (Auswahl)
Gemeinschaftsausstellungen
- 1972: Bildhauer in Hamburg 1900–1972, Ausstellung anlässlich des 100. Geburtstages von Richard Luksch, Kunsthaus Hamburg, Hamburg-Altstadt
- 1979: Das Kind in unserer Welt, Hamburger Rathaus, Hamburg-Altstadt
- 1979–1980: Das Kind in unserer Welt im Rahmen der Ausstellung Von Lust und Last, ein Kind zu sein, Altonaer Museum, Hamburg-Altona
- 1980: Das Kind in unserer Welt, Rathaus Ahrensburg
- 1980: Das Kind in unserer Welt, Landersvertretung Hamburg, Kurt-Schumacher-Straße 12, Bonn
- 1980: Bilder aus Hamburg 1900–1925–1950, Kunsthaus Hamburg[17]
- 1980: Das Kind in unserer Welt, Bücherhalle Neugraben, Hamburg-Neugraben-Fischbek
- 1980: Das Kind in unserer Welt, Empfangshalle Otto-Versand, Hamburg-Bramfeld
- 1980: Das Kind in unserer Welt, Kreissparkasse Stormarn (heute Sparkasse Holstein), Hagenstraße 19, Bad Oldesloe
- 1980–1981: Das Kind in unserer Welt, Werner Otto Institut der Alsterdorfer Anstalten (heute Evangelische Stiftung Alsterdorf), Bodelschwinghstraße, Hamburg-Alsterdorf
- 1981: Das Kind in unserer Welt, Rathaus Reinbek
- 1987: Ausstellung der GEDOK und des Berufsverbands bildender Künstler, Amsinckpark, Hamburg-Lokstedt
- 1996: kostbar & köstlich, 300 kleine Objekte von 75 Künstlern des Berufsverbands bildender Künstler und Gästen, Kunsthaus Hamburg[18]
- Von 1974 bis 2007: Ausstellungsbeteiligungen an den Ausstellungen der Künstlergruppe Seevetaler Künstler 74 (jährliche Ausstellungen, später im Zweijahresrhythmus), Schulzentrums am Peperdieksberg, Seevetal (Ausstellungsbeteiligungen mit Skulpturen und Gemälden)[19]
- Ausstellungsbeteiligungen in London und Kiel

## Werke (Auswahl)
- 1957: Stehendes Mädchen, auch Kleines Mädchen, Bronze, Höhe 150 cm, Schule Wielandstraße 9, Hamburg-Eilbek
- 1958: Stehende, Schule Döhrnstraße, Hamburg-Lokstedt
- 1959: Pfau, Bronze, Universitätsklinikum Hamburg-Eppendorf, wurde gestohlen[20]
- 1960: Flamingos, Bronze, Kindertagesheim Hermannstal 88,  Hamburg-Horn
- 1961: Ehrenmal, Bugenhagenkirche
- 1962: Sielarbeiter, Bronze, Pumpwerk Berliner Tor, Anckelmannsplatz, Hamburg-St. Georg
- 1963: Mädchengruppe (zwei Mädchen), Goethe-Schule Harburg, Eißendorferstraße 26, Hamburg-Harburg
- 1964: Große Raubkatze, auch Wildkatze, Bronze, Schule Lämmersieht 72a, Hamburg-Barmbek-Nord[21]
- 1965: Katzen (zweiteilig), Bronze, Schule Sinstorfer Weg 40, Hamburg-Marmstorf
- 1967: Porträt K. (Halbfigur-Porträt eines Kindes), Bronze, Höhe 40 cm, ausgestellt in Wanderausstellung 1979–1981
- 1968: (oder 1966)[22] Sitzende, auch Sitzende Frauen-Figur, Haus der Jugend Ahrensburger Weg 14 – SAGA Unternehmensgruppe
- 1968: Kranichgruppe, Bronze, Pflegeheim Oberaltenallee, Finkenau 19, Hamburg-Uhlenhorst
- 1969: Kleine Sitzgruppe (zwei Sitzende), Bronze, ausgestellt 1972 in Hamburg
- 1975: Zwiegespräch (zweiteilige Gruppe), Bronze, Schröderstift, Kiwittsmoor 6, Hamburg-Langenhorn
- 1977: Drachenflieger, auch Drachensegler, Bronze, 200 × 100 cm, Alter Teichweg 187–192, Hamburg-Dulsberg
- 1985: Der kleine Prinz, Skulptur
- 1992: Dialog (zweiteilige Gruppe), Bronze, Evangelisches Bildungszentrum, Bad Bederkesa[23]
- 2000: Dornbusch, eine Plastik (Dornenstrauchwerk) in einer Sandschale, in der Nordostecke der Kirche St. Mauritius, Hittfeld[24]